# Oissery
 Oissery  ist eine französische Gemeinde mit 2488 Einwohnern (Stand 1. Januar 2022) im Département Seine-et-Marne in der Region Île-de-France. Sie gehört zum Arrondissement Meaux und zum Kanton Claye-Souilly.
Nachbargemeinden von Oissery sind Ognes im Norden, Brégy im Nordosten, Douy-la-Ramée im Osten, Forfry und Gesvres-le-Chapitre im Südosten, Saint-Soupplets im Süden, Marchémoret im Südwesten, Saint-Pathus im Westen und Lagny-le-Sec im Nordwesten.

## Bevölkerungsentwicklung
| Jahr      | 1962 | 1968 | 1975 | 1982 | 1990 | 1999 | 2007 |
| Einwohner | 354  | 417  | 437  | 577  | 1465 | 1546 | 2144 |

## Sehenswürdigkeiten
Siehe: Liste der Monuments historiques in Oissery

## Persönlichkeiten
- Guillaume II. des Barres (um 1160–1234), Ritter
- Guillaume III. des Barres (* um 1185/90–1249), Ritter und Kreuzfahrer